# Референдумы в Швейцарии (1894)
Референдумы в Швейцарии проходили 4 марта, 3 июня и 4 ноября 1894 года. На мартовском референдуме федеральная резолюция о поправке к Конституции относительно торговли и коммерции была отклонена. В июне гражданская инициатива о праве на работу была отвергнута. В ноябре была отвергнута гражданская инициатива по частичной контрибуции в тарифы от кантонов.

## Избирательная система
Все три референдума были обязательными, для одобрения которых было необходимо двойное большинство.

## Результаты

### По торговле и коммерции
| Выбор                                | Общее голосование | Общее голосование | Кантоны | Кантоны | Кантоны |
| Выбор                                | Голосов           | %                 | Полных  | Полу-   | Всего   |
| ------------------------------------ | ----------------- | ----------------- | ------- | ------- | ------- |
| За                                   | 135 713           | 46,1              | 7       | 1       | 7,5     |
| Против                               | 158 492           | 53,9              | 12      | 5       | 14,5    |
| Пустых бюллетеней                    | 21 454            | –                 | –       | –       | –       |
| Недействительных бюллетеней          | 1 048             | –                 | –       | –       | –       |
| Всего                                | 316 707           | 100               | 19      | 6       | 22      |
| Зарегистрированных избирателей/ Явка | 676 854           | 46,8              | –       | –       | –       |
| Источник: Nohlen & Stöver            |                   |                   |         |         |         |

### Право на работу
| Выбор                                | Общее голосование | Общее голосование | Кантоны | Кантоны | Кантоны |
| Выбор                                | Голосов           | %                 | Полных  | Полу-   | Всего   |
| ------------------------------------ | ----------------- | ----------------- | ------- | ------- | ------- |
| За                                   | 75 880            | 19,8              | 0       | 0       | 0       |
| Против                               | 308 289           | 80,2              | 19      | 6       | 22      |
| Пустых бюллетеней                    | 5 865             | –                 | –       | –       | –       |
| Недействительных бюллетеней          | 1 993             | –                 | –       | –       | –       |
| Всего                                | 392 027           | 100               | 19      | 6       | 22      |
| Зарегистрированных избирателей/ Явка | 680 731           | 57,6              | –       | –       | –       |
| Источник: Nohlen & Stöver            |                   |                   |         |         |         |

### Тарифы
| Выбор                                | Общее голосование | Общее голосование | Кантоны | Кантоны | Кантоны |
| Выбор                                | Голосов           | %                 | Полных  | Полу-   | Всего   |
| ------------------------------------ | ----------------- | ----------------- | ------- | ------- | ------- |
| За                                   | 145 462           | 29,3              | 7       | 3       | 8,5     |
| Против                               | 350 639           | 70,7              | 12      | 3       | 13,5    |
| Пустых бюллетеней                    | 5 524             | –                 | –       | –       | –       |
| Недействительных бюллетеней          | 1 239             | –                 | –       | –       | –       |
| Всего                                | 502 864           | 100               | 19      | 6       | 22      |
| Зарегистрированных избирателей/ Явка | 690 250           | 72,9              | –       | –       | –       |
| Источник: Nohlen & Stöver            |                   |                   |         |         |         |